# Херсонский пограничный отряд
79-й пограничный отряд (укр. 79-й прикордонний загін, в/ч 2161) — территориальный орган охраны государственной границы Украины, охраняющий участок государственной границы, включающий административные территории в пределах Херсонской области, а также часть акватории Черного и Азовского морей. Общая протяженность участка ответственности отряда составляет 831,4 километров, из которых сухопутный участок составляет 14,8 километров, озерный участок — 366,2 километров, морской участок — 450,4. Пограничный контроль осуществляется в 4 пунктах пропуска, 2 пунктах контроля, 3 контрольных пунктах въезда-выезда.

## История
После аннексии Крыма Российской Федерацией в 2014 году Симферопольский пограничный отряд был передислоцирован в Херсон.

## Состав
В состав отряда входят:
- управление отряда
- 6 отделов пограничной службы: «Херсон», «Железный Порт», «Скадовск», «Преображенка», «Благовещенка», «Чонгар»
- отдел пограничной службы типа «С»
- пограничная комендатура быстрого реагирования
- подразделения обеспечения

## Командование
- полковник Анатолий Викторович Федорчук (2015 год)
- полковник Олег Петрович Шевченко (2016 год)
- полковник Павел Петрович Лысак (2017 год)
- полковник Юрий Михайлович Чернов (2017 год — ?)
- полковник Андрей Игоревич Савчук (? — н.в.)

## Награды и почётные наименования
| Награда (наименование)                       | Дата награждения                                          | За что получена |
| -------------------------------------------- | --------------------------------------------------------- | --- |
| Почётный знак отличия «За мужество и отвагу» | присвоен указом президента Украины №248 от 30 апреля 2023 | с целью достойного чествования мужества и героизма, проявленных во время защиты государственного суверенитета, независимости, территориальной целостности Украины. |